# Myoxanthus ovatipetalus
Myoxanthus ovatipetalus é uma espécie de orquídea (Orchidaceae) originária do Brasil descrita na revista cientifica Richardiana.

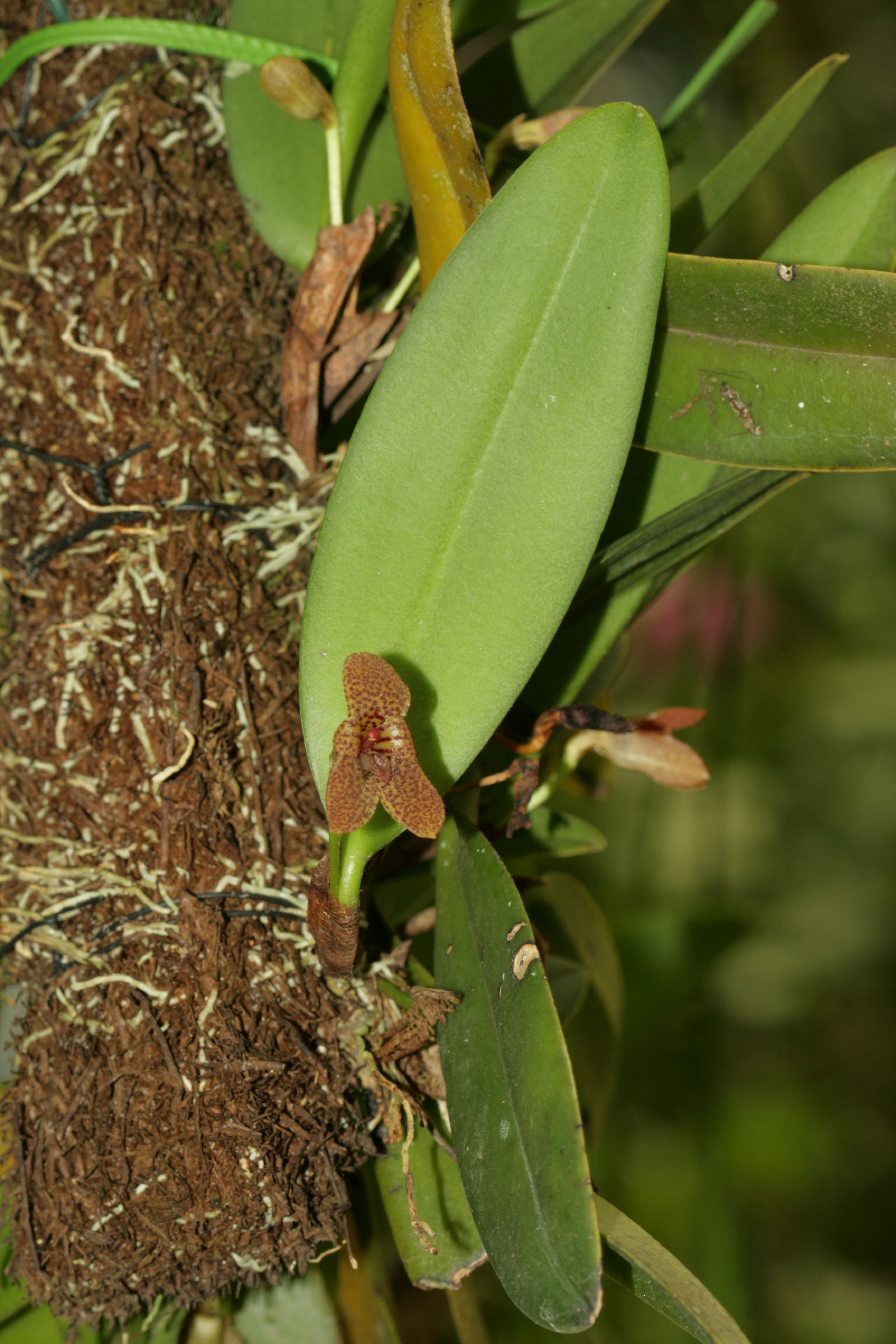